# Anomaloglossus moffetti
Anomaloglossus moffetti är en groddjursart som beskrevs av Barrio-Amorós och Brewer-Carias 2008. Anomaloglossus moffetti ingår i släktet Anomaloglossus och familjen Aromobatidae. Inga underarter finns listade i Catalogue of Life.